# Hedvig Sophie af Brandenburg
 Der er for få eller ingen kildehenvisninger i denne artikel, hvilket er et problem. Du kan hjælpe ved at angive troværdige kilder til de påstande, som fremføres i artiklen.

Hedvig Sofia af Brandenburg (født 14. juli 1623 i Berlin, død 26. juni 1683 i Schmalkalden) landgrevinde og senere regent af Hessen-Kassel. Hun var næst yngst af fire børn af Georg Vilhelm af Brandenburg og Elisabeth Charlotta af Pfalz. Hun giftede sig i 1649 med landgreve Wilhelm VI af Hessen-Kassel. 
Hedvig Sofia virkede som regent 1663-1677, som formynder for sine sønner. Hun bevarede til 1673 statens neutralitet men sluttede senere forbund med Brandenburg mod Frankrig og deltog med tropper i krigen mod Frankrig. Hun fik længe udskudt sin søns overtagelse af regeringen men overdrog regentskabet i 1677. 

## Børn
- Charlotte Amalie (1650-1714), gift med Christian V af Danmark
- Vilhelm 7. (1651-1670), landgreve af Hessen-Kassel 1663-1670
- Luise (11 september 1652-23 oktober 1652)
- Karl 1. (1654-1730), landgreve af Hessen-Kassel 1670-1730
- Philip (1655-1721), landgreve af Hessen-Philippsthal 1663-1721
- Georg (1658-1675)
- Elisabeth Henriette (1661-1683), gift med Frederik I af Preussen